# De Noite na Cama
De Noite na Cama foi um programa de televisão brasileiro exibido diariamente nas madrugadas da TV Shoptime. Era focado em anúncios de vídeos e produtos eróticos da empresa Shoptime, e entrevistas com vários famosos.

## História
De Noite na Cama estreou em 4 de abril de 1998 com a apresentação de Monique Evans. Entre venda de vídeos e acessórios eróticos, ela se esmerava para extrair confidências de seus convidados, modelos e artistas emergentes, e acabava sempre falando mais dela própria. O programa, graças ao bom humor e inteligência para respostas rápidas da apresentadora, acabou sendo um dos mais bem-sucedidos e divertidos entre tantos outros programas que buscam histórias picantes com os entrevistados. Monique deixou a apresentação do programa em julho de 2000, pois optou apresentar outro programa de televisão em outra emissora. Na época o diretor da TV Shoptime, Carlito Camargo, disse: "Levamos um bom tempo treinando a Monique. Com o convite da Rede TV!, ficamos com medo de que ela fosse contratada para fazer algo ligado a erotismo, que fizesse referências ao De Noite na Cama. Então preferimos abrir mão dela e contratar outra pessoa". No mesmo ano, foi substituída por Roberta Close.